# 椎崎二郎
椎崎 二郎（しいざき じろう、1911年（明治44年）9月20日 - 1945年（昭和20年）8月15日）は、日本の陸軍軍人。最終階級は陸軍中佐。

## 経歴
和歌山県出身。椎崎豊次郎の息子として生まれる。日高中学校を卒業し、陸軍士官学校予科を経て、1933年7月、陸軍士官学校（45期）を卒業し、同年10月、歩兵少尉に任官し歩兵第8連隊付となる。予科士官学校区隊長などを経て、1940年6月、陸軍大学校（53期）を卒業した。
南支那方面軍参謀などを歴任し、太平洋戦争を第23軍参謀として迎えた。第1方面軍参謀などを経て、1944年9月、軍務局課員（軍務課）となり、翌年6月、陸軍中佐に進級。
終戦時に宮城事件の首謀者の一人となるが、クーデターは未遂となり、「至誠通神」と記した遺書を残し、1945年8月15日午前11時過ぎに二重橋と坂下門の間の芝生上で畑中健二少佐と共に自決した。椎崎は軍刀を腹に突き刺し、更に拳銃を用いた。満33歳没。

## 親族
- 義父：辻邦助（陸軍中将）
- 甥：岸野圭作（日本画家）